# Smicridea mangaratiba
Smicridea mangaratiba is een schietmot uit de familie Hydropsychidae. De soort komt voor in het Neotropisch gebied.